# Autophila libanopsis
Autophila libanopsis är en fjärilsart som beskrevs av Charles Boursin 1962. Autophila libanopsis ingår i släktet Autophila och familjen nattflyn. Inga underarter finns listade i Catalogue of Life.